# Bandeira do País de Gales
A bandeira do País de Gales (em galês:  Baner Cymru ou Y Ddraig Goch, significando "O dragão vermelho") consiste em um dragão caminhando (passante) em um campo verde e branco. Assim como em muitos escudos heráldicos a exata representação do dragão não é padronizada e muitas interpretações existem. A bandeira foi oficializada em 1959, mas o dragão é associado ao País de Gales há séculos. 
Muitas vezes a bandeira é considerada a mais velha bandeira nacional ainda em uso, embora a origem do dragão como símbolo seja hoje perdida entre história e mito. A teoria mais aceita é a de que os romanos tenham trazido o emblema durante sua ocupação da Grã-Bretanha. As listras verde e branco da bandeira foram acrescentadas pela Casa de Tudor, dinastia galesa que esteve no trono de 1485 a 1603. Verde e branco também são as cores do alho-poró, outro emblema de Gales.
Gales é a única nação britânica cuja bandeira oficial não é formada por uma cruz. Há, entretanto, bandeira galesa de uso secundário que utiliza-se de uma, conhecida como Bandeira de São David, com uma cruz amarela sobre um fundo preto. Desde 2002 ele está incluída no distintivo do clube de futebol da capital, o Cardiff City.
A bandeira de Gales é a única não-representada na bandeira do Reino Unido, muito por conta de a região ser historicamente considerada parte do Reino da Inglaterra com os Atos das Leis em Gales 1535-1542. Há movimentos que lutam por esse reconhecimento, tendo inclusive realizado propostas.

Bandeira de São David, outro símbolo nacional de Gales